# Elizabeth Cary
Elizabeth Cary, vizcondesa de Falkland (Oxfordshire, 1585-Londres, 1639), fue una poeta, dramaturga, traductora e historiadora inglesa. Es la primera mujer conocida que ha escrito y publicado una obra de teatro original en inglés (The Tragedy of Mariam). Desde temprana edad, los escritores contemporáneos la reconocieron como una erudita consumada.

## Biografía

### Primeros años
Elizabeth Tanfield nació en 1585 o 1586 en Burford Priory en Oxfordshire. Su padre era abogado, que finalmente se convirtió en juez y Lord Chief Baron of the Exchequer. Su madre y padre apoyaron el amor de su hija por la lectura y el aprendizaje, su madre prohibió a los sirvientes que le dieran velas a Elizabeth para leer por la noche.
Le contrataron a un instructor de francés cuando tenía cinco años. Cinco semanas después, hablaba con fluidez. Después de sobresalir en francés, insistió en aprender español, italiano, latín, hebreo y transilvana por su cuenta, sin un instructor. Michael Drayton y John Davies de Hereford destacaron su logro como académica en las obras que le dedicaron.
A la edad de quince años, su padre arregló su matrimonio con Henry Cary, más tarde nombrado vizconde de Falkland, quien se casó con ella porque era heredera. Cuando finalmente se mudó a la casa de su esposo, su suegra le informó a Cary que tenía prohibido leer, por lo que decidió escribir poesía en su tiempo libre.

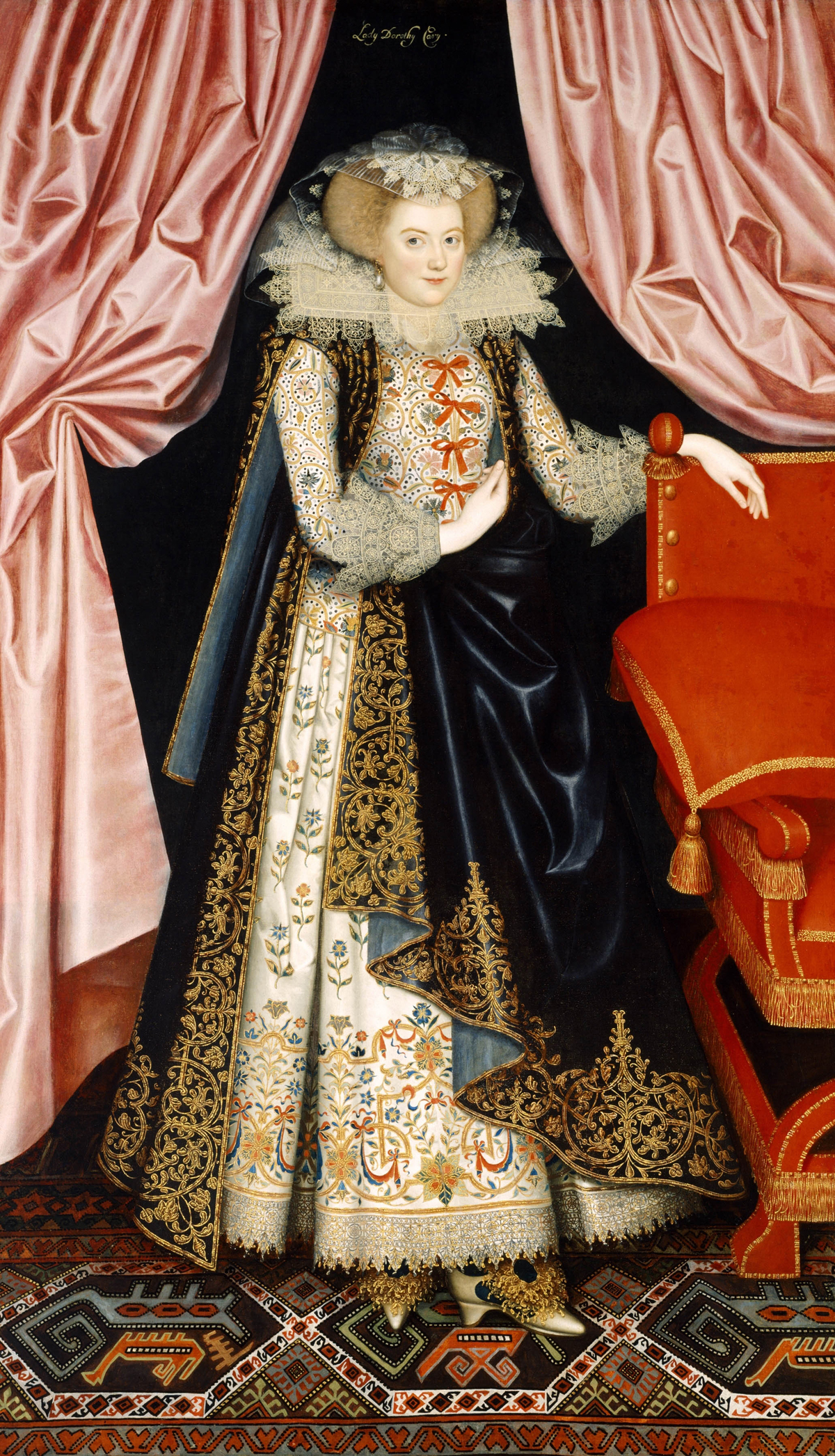
Probablemente Elizabeth Cary de William Larkin

Siete años después de casarse tuvieron hijos, un total de once: Catherine (1609-1625), Lucius (1610-1643; se convirtió en el segundo vizconde de Falkland), Lorenzo (1613-1642), Anne (c.1614-1671), Edward (1616–1616), Elizabeth (1617–1683), Lucy (1619–1650), Victoria (1620–1692), Mary (1621–1693), Henry (1622–?) Y Patrick (1623–1657).
En 1622 su esposo fue nombrado Lord Diputado de Irlanda y Elizabeth Cary se unió a él en Dublín. Allí socializó con destacados católicos locales y condescendió a escritores católicos. Esto puede haber contribuido a su conversión al catolicismo.
Cinco de sus hijos (Anne, Elizabeth, Lucy, Mary y Henry) se unieron a la iglesia durante su vida.

### Años después
En 1625, Elizabeth Cary fue desheredada por su padre justo antes de su muerte por utilizar parte de su pensión para cubrir los gastos. El dinero que inicialmente estaba destinado a ella había ido a parar a su hijo mayor, Lucius, que estaba lleno de deudas. La desheredación se produjo después de que ella trató de impulsar fiscalmente a su esposo, quien había estado luchando para pagar sus tierras en Irlanda. Este mismo año regresó de Irlanda y Cary anunció públicamente su conversión al catolicismo en 1626, lo que resultó en el intento de divorcio fallido de su esposo, aunque él le negó el acceso a sus hijos. A pesar de varias órdenes del Privy Council, él le negó una manutención en un aparente esfuerzo por obligarla a retractarse.
Su esposo murió en 1633 y ella trató de recuperar la custodia de sus hijos. Fue interrogada en la Cámara Estrellada por secuestrar a sus hijos (anteriormente, y de manera más fácil, había obtenido la custodia de sus hijas), pero aunque la amenazaron con encarcelarla, no hay constancia de ningún castigo. En 1634, Elizabeth, Mary, Lucy y Anne Cary fueron convertidas a la fe católica por John Fursdon, quien era el confesor de su madre. Edward Barrett, Lord Barrett informó de esto al rey Carlos I y acordó que las cuatro niñas fueran sacadas de la casa de su madre y llevadas a Great Tew. Great Tew había sido heredado por su hijo Lucius Cary, entonces vizconde de Falkland.
Elizabeth Cary fue una lectora ávida y reservada desde una edad temprana, en parte debido a su intento de comprender el protestantismo. Parte de su comprensión de los textos religiosos fue influenciada directamente por su comprensión de la literatura. Una vez que estuvo totalmente en sintonía con el catolicismo, se dedicó a guiar a sus hijos hacia la Iglesia católica "abriendo canales para Dios y caminos para sus hijos, pero asegurándose de no bloquear el camino merodeando en medio del mismo". Su hija mayor, Catherine, informó sobre la aparición de la Virgen María mientras estaba en su lecho de muerte. Este aparente avistamiento conmovió profundamente a Cary y solo impulsó su misión de convertir a todos sus hijos, ya que Catherine todavía era protestante en el momento de su muerte. Al final de la vida de Cary, su misión había tenido un éxito parcial; cuatro de sus hijas se convirtieron en monjas benedictinas y uno de sus hijos se unió al sacerdocio.
En 1639, Elizabeth Cary, Lady Falkland murió en Londres. Está enterrada en la capilla de Henrietta Maria en Somerset House.

## Escritura
Según la biografía escrita por su hija, Elizabeth Cary creía que la poesía era la forma literaria más elevada. Muchos de sus poemas se han perdido con el tiempo, pero su dedicación a la poesía es evidente a lo largo de sus obras. Su primera (o posiblemente su segunda ) obra de teatro La tragedia de Mariam, la bella reina de los judíos (1613) fue escrita en pentámetro yámbico con el uso de coplas en todas partes así como el uso de ironía. El cambio en el patrón y el esquema de la rima muestran múltiples sonetos a lo largo de la obra, y la ironía es un elemento tradicional del soneto. La tragedia de Mariam fue progresiva para su época porque fue la primera obra de teatro original en inglés publicada por una mujer.
Elizabeth Cary luego escribió La historia de la vida, el reinado y la muerte de Eduardo II (1626/1627), que era una fábula política basada en eventos históricos, que no se publicó hasta 1680, mucho después de su muerte.  El texto utiliza la historia del rey Eduardo II y sus poderosos favoritos Gaveston y Spencer como una analogía del rey Carlos, quien en la década de 1620 estaba en conflicto con el Parlamento por el poder otorgado al duque de Buckingham. Cary estaba en contacto constante con Buckingham y su familia y escribir The History pudo haber sido su forma de lidiar con tener que depender constantemente de Buckingham y su familia. Se centra en la idea del favoritismo en gran parte a lo largo de la pieza y en cómo puede conducir a resultados desastrosos. Aparte de la tragedia de Mariam y la historia, gran parte del trabajo original de Falkland se ha perdido, incluida la mayor parte de su poesía. 

## Obra
- The mirror of the world (El espejo del mundo), una traducción de Le mirroir du monde de Abraham Ortelius (1598)
- The Tragedy of Mariam, the Fair Queen of Jewry (La tragedia de Mariam, la bella reina de los judíos) (1613)
- Reply of the most Illustrious Cardinal of Perron (Respuesta del ilustre cardenal de Perron ) (1630)
- The History of the Life, Reign and Death of Edward II, or The History of the most Unfortunate Prince, King Edward II (La historia de la vida, el reinado y la muerte de Eduardo II, o la historia del príncipe más desafortunado, el rey Eduardo II ) (1680).